# Regnévelle
Cet article possède des paronymes, voir Regnéville-sur-Mer, Regnauville et Reigneville-Bocage.
Regnévelle est une commune française située dans le département des Vosges, en région Grand Est.
Ses habitants sont appelés les Regnévellois.

## Géographie

### Localisation
La commune est à 2,6 km de Martinvelle et 5,7 de Monthureux-sur-Saône.

### Géologie et relief
Patrimoine naturel :
- Un espaces protégé Natura 2000.
- Trois  zones naturelles d'intérêt écologique, faunistique et floristique (Znieff).

### Sismicité
Commune située dans une zone 2 de sismicité faible.
|                              | Monthureux-sur-Saône |             |
| Godoncourt                   | Regnévelle           | Martinvelle |
| Bousseraucourt (Haute-Saône) | Ameuvelle            |             |

### Hydrographie et les eaux souterraines

#### Réseau hydrographique
La commune est située dans le bassin versant de la Saône au sein du bassin Rhône-Méditerranée-Corse. Elle est drainée par le ruisseau de la Gouine.

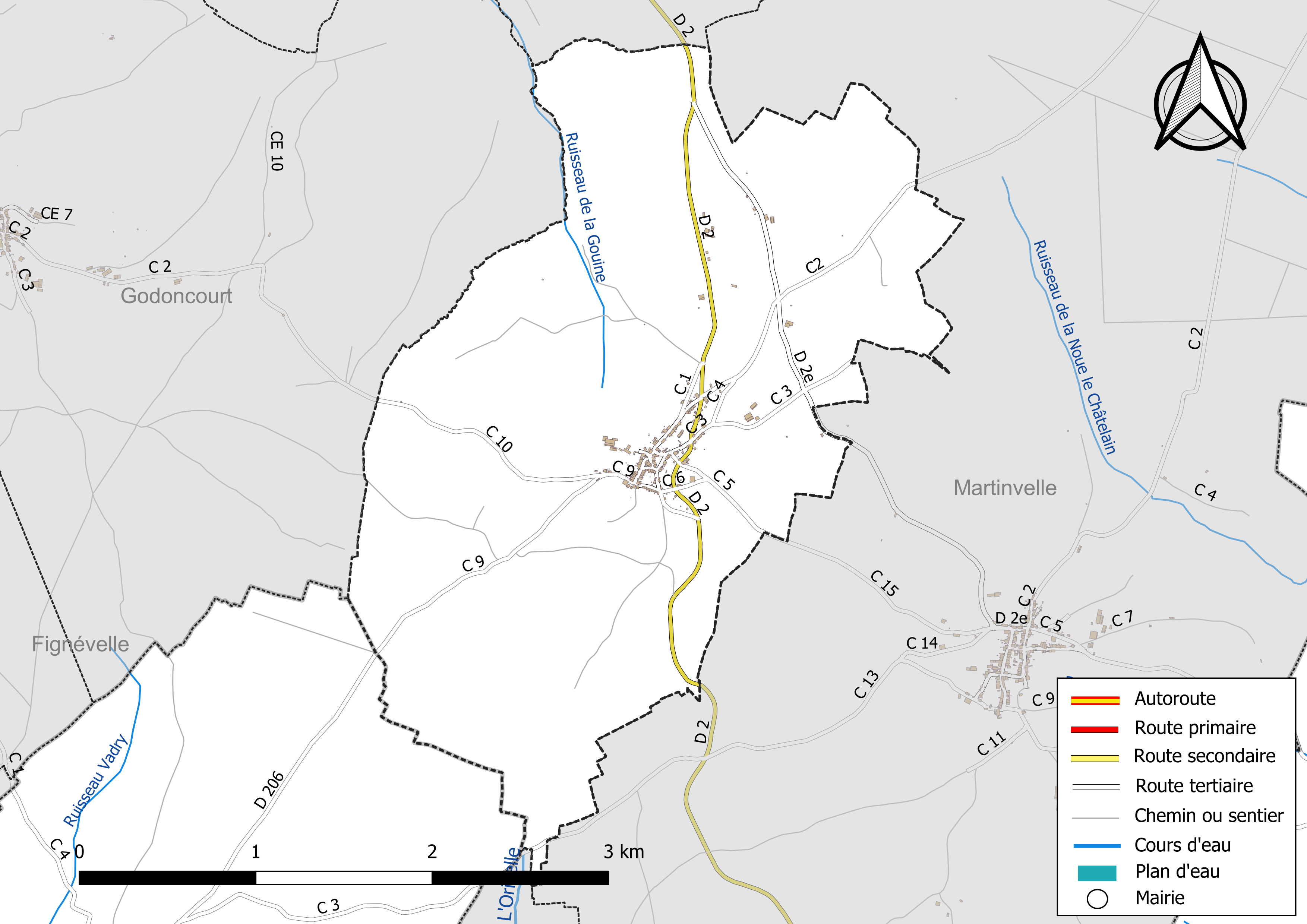
Réseaux hydrographique et routier de Regnévelle.

#### Gestion et qualité des eaux
Le territoire communal est couvert par le schéma d'aménagement et de gestion des eaux (SAGE) « Nappe des Grès du Trias Inférieur ». Ce document de planification, dont le territoire comprend le périmètre de la zone de répartition des eaux de la nappe des Grès du trias inférieur (GTI), d'une superficie de 1 497 km2,  est en cours d'élaboration. L’objectif poursuivi est de stabiliser les niveaux piézométriques de la nappe des GTI et atteindre l'équilibre entre les prélèvements et la capacité de recharge de la nappe. Il doit être cohérent avec les objectifs de qualité définis dans les SDAGE Rhin-Meuse et Rhône-Méditerranée. La structure porteuse de l'élaboration et de la mise en œuvre est le conseil départemental des Vosges.
La qualité des eaux de baignade et des cours d’eau peut être consultée sur un site dédié géré par les agences de l’eau et l’Agence française pour la biodiversité.

## Toponymie
Le nom de la localité est attesté sous les formes Regnevile en 1199 (archives des Vosges, XVIII H 19) ; Reneyvilla en 1232 (archives de Meurthe-et-Moselle, B 850, n° 70) ; Regneyville en 1251 (archives de Meurthe-et-Moselle, B 850, n° 2) ; Rignervile en 1287 (arch. de Meurthe-et-Moselle, B 641, n° 9) ; Rigneiville en 1293 (arch. de Meurthe-et-Moselle, B 850, n° 69) ; Reneiville en 1297 (Bibl. nat., ms. Lorr. 60, fol. 311) ; Reneyville devant Passavant, 1323 (Bibl. nat., ms. fr. 11853, fol. 240) ; Regneyville en 1398 (arch. de Meurthe-et-Moselle, B 641, n° 19) ; Regnieville en 1444 (arch. de Meurthe-et-Moselle, B 642, n° 30) ; Reyneville en 1457 (arch. de Meurthe-et-Moselle, B 698, n° 36) ; Regnievelle en 1494 (arch. de Meurthe-et-Moselle, B 5062, fol. 14 v°) ; Regnevelle en 1535 (arch. de Meurthe-et-Moselle, B 850, n° 32) ; Regneville en 1539 (Bibliothèque nationale, ms. Lorraine 61, folio 15 v°) ; Regniville en 1574 (arch. de Meurthe-et-Moselle, B 642, n° 49) ; Rineville en 1722 (Gousset, p. 319) ; Regniéville-en-Vôge en 1779 (Durival).

## Histoire
Regnévelle dépendait de la baronnie de Passavant. La maison d'Anglure possédait un château détruit au XVIIe siècle.

## Lieux et monuments
- L'église Saint-Roch, de la 2éme moitié du XIXe siècle. Elle a été construite par les dons et la participation des habitants[9].

Patrimoine mobilier :
* Groupe sculpté Vierge de Pitié avec saint Jean et sainte Madeleine,.
* Statue Saint Roch,.
* Retable nord.
- Architecture rurale qui a fait l'objet d'une enquête thématique régionale (architecture rurale de Lorraine : Vôge méridionale)[16],[17].
- Gîtes à chiroptères de la Vôge[18].
- Fontaine-lavoir-abreuvoir du Paquis[19].
- Plaque de cocher, patrimoine routier[20].
- Monument aux morts[21],[22].

### Climat
Pour des articles plus généraux, voir Climat du Grand Est et Climat des Vosges.
En 2010, le climat de la commune est de type climat des marges montargnardes, selon une étude du Centre national de la recherche scientifique s'appuyant sur une série de données couvrant la période 1971-2000. En 2020, Météo-France publie une typologie des climats de la France métropolitaine dans laquelle la commune est dans une zone de transition entre le climat océanique altéré et le climat océanique altéré et est dans la région climatique  Lorraine, plateau de Langres, Morvan, caractérisée par un hiver rude (1,5 °C), des vents modérés et des brouillards fréquents en automne et hiver. 
Pour la période 1971-2000, la température annuelle moyenne est de 9,8 °C, avec une amplitude thermique annuelle de 17,1 °C. Le cumul annuel moyen de précipitations est de 1 036 mm, avec 12,9 jours de précipitations en janvier et 9,7 jours en juillet. Pour la période 1991-2020, la température moyenne annuelle observée sur la station météorologique de Météo-France la plus proche, « Venisey », sur la commune de Venisey à 17 km à vol d'oiseau, est de 11,0 °C et le cumul annuel moyen de précipitations est de 850,7 mm. 
La température maximale relevée sur cette station est de 39,7 °C, atteinte le 25 juillet 2019 ; la température minimale est de −17,4 °C, atteinte le 30 décembre 2005,,. 
Les paramètres climatiques de la commune ont été estimés pour le milieu du siècle (2041-2070) selon différents scénarios d'émission de gaz à effet de serre à partir des nouvelles projections climatiques de référence DRIAS-2020. Ils sont consultables sur un site dédié publié par Météo-France en novembre 2022.

## Urbanisme

### Typologie
Au 1er janvier 2024, Regnévelle est catégorisée commune rurale à habitat dispersé, selon la nouvelle grille communale de densité à sept niveaux définie par l'Insee en 2022.
Elle est située hors unité urbaine et hors attraction des villes,.

### Occupation des sols
L'occupation des sols de la commune, telle qu'elle ressort de la base de données européenne d’occupation biophysique des sols Corine Land Cover (CLC), est marquée par l'importance des territoires agricoles (82 % en 2018), une proportion identique à celle de 1990 (82 %). La répartition détaillée en 2018 est la suivante : 
prairies (51,8 %), terres arables (30,3 %), forêts (14,2 %), zones urbanisées (3,1 %), milieux à végétation arbustive et/ou herbacée (0,7 %). L'évolution de l’occupation des sols de la commune et de ses infrastructures peut être observée sur les différentes représentations cartographiques du territoire : la carte de Cassini (XVIIIe siècle), la carte d'état-major (1820-1866) et les cartes ou photos aériennes de l'IGN pour la période actuelle (1950 à aujourd'hui).

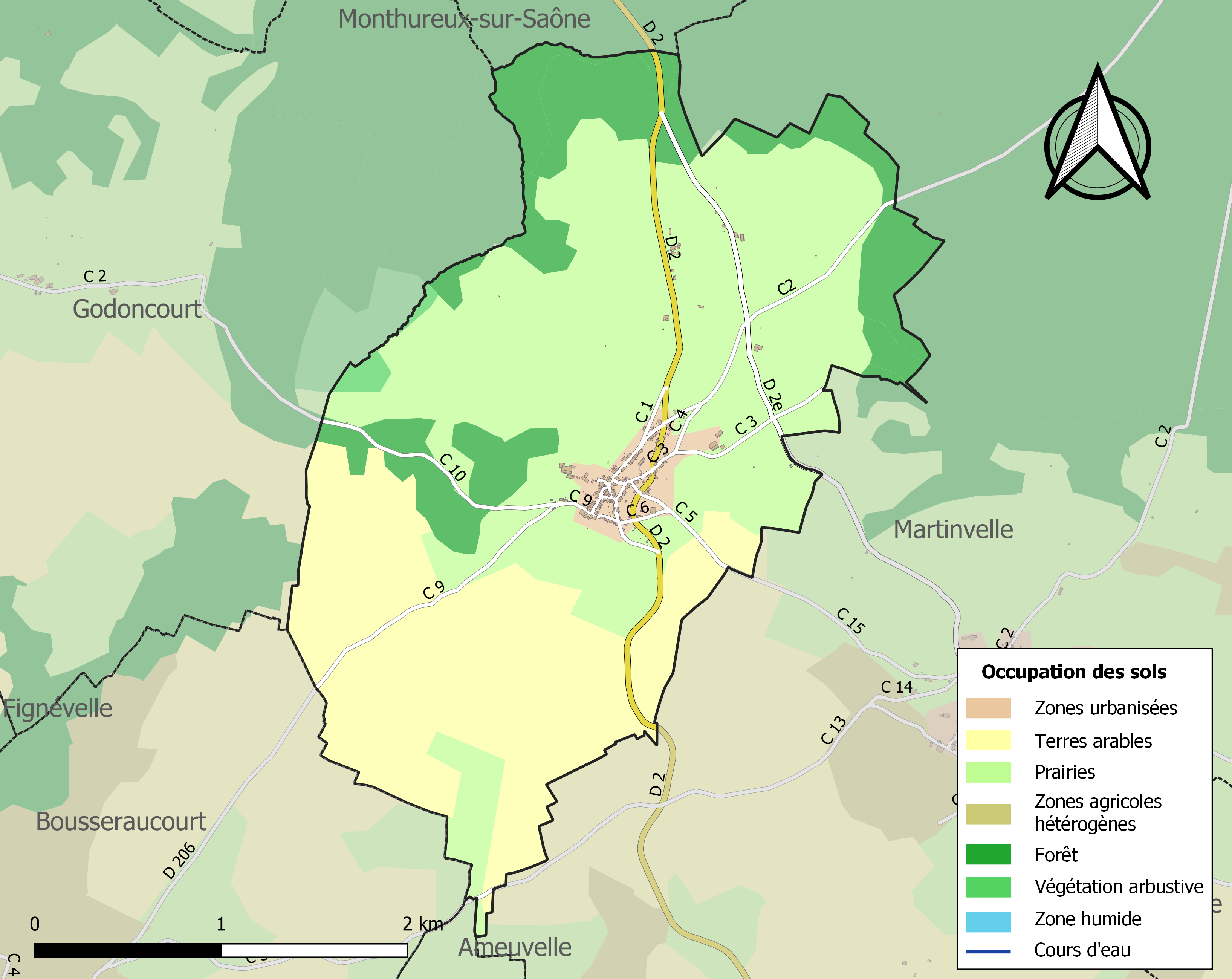
Carte des infrastructures et de l'occupation des sols de la commune en 2018 (CLC).

### Voies de communications et transports

#### Voies routières
- D2 vers Martinvelle et Monthureux-sur-Saône.

#### Transports en commun

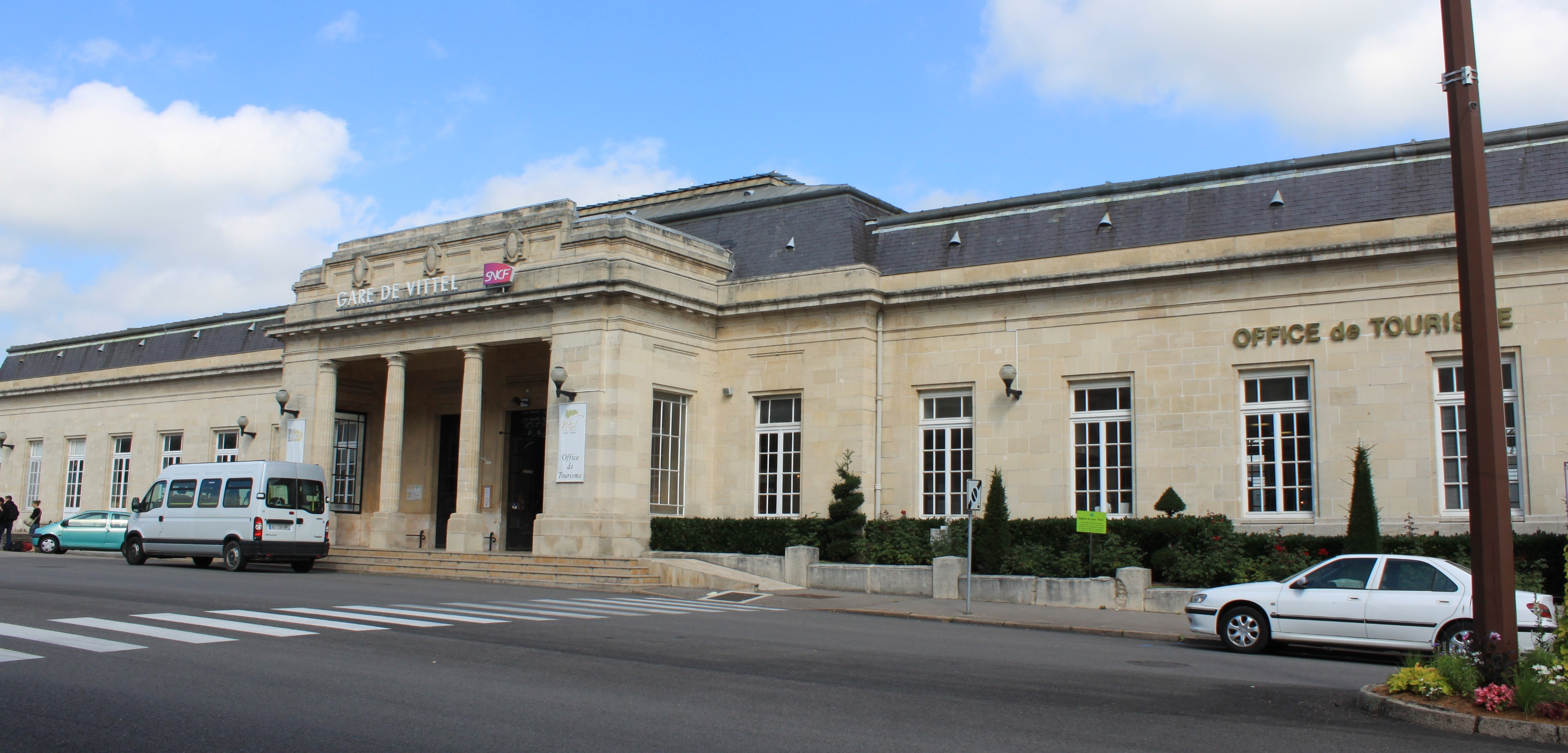
Gare de Vittel.

- Fluo Grand Est.

#### Lignes SNCF
- Gare de Contrexéville
- Gare de Vittel

## Politique et administration
| Période                                  | Période    | Identité           | Étiquette | Qualité                 |
| ---------------------------------------- | ---------- | ------------------ | --------- | ----------------------- |
| Les données manquantes sont à compléter. |            |                    |           |                         |
|                                          | mars 2001  | André Fort         |           |                         |
| mars 2001                                | juin 2009  | Jean-Jacques Bony  |           |                         |
| juin 2009                                | avril 2014 | Jacques Cottereau  | SE        | Militaire du contingent |
| avril 2014                               | 2020       | Jean-Jacques Bony  |           |                         |
| avril 2020                               | En cours   | Jacques Cottereau, | SE        | Militaire du contingent |

### Budget et fiscalité 2022

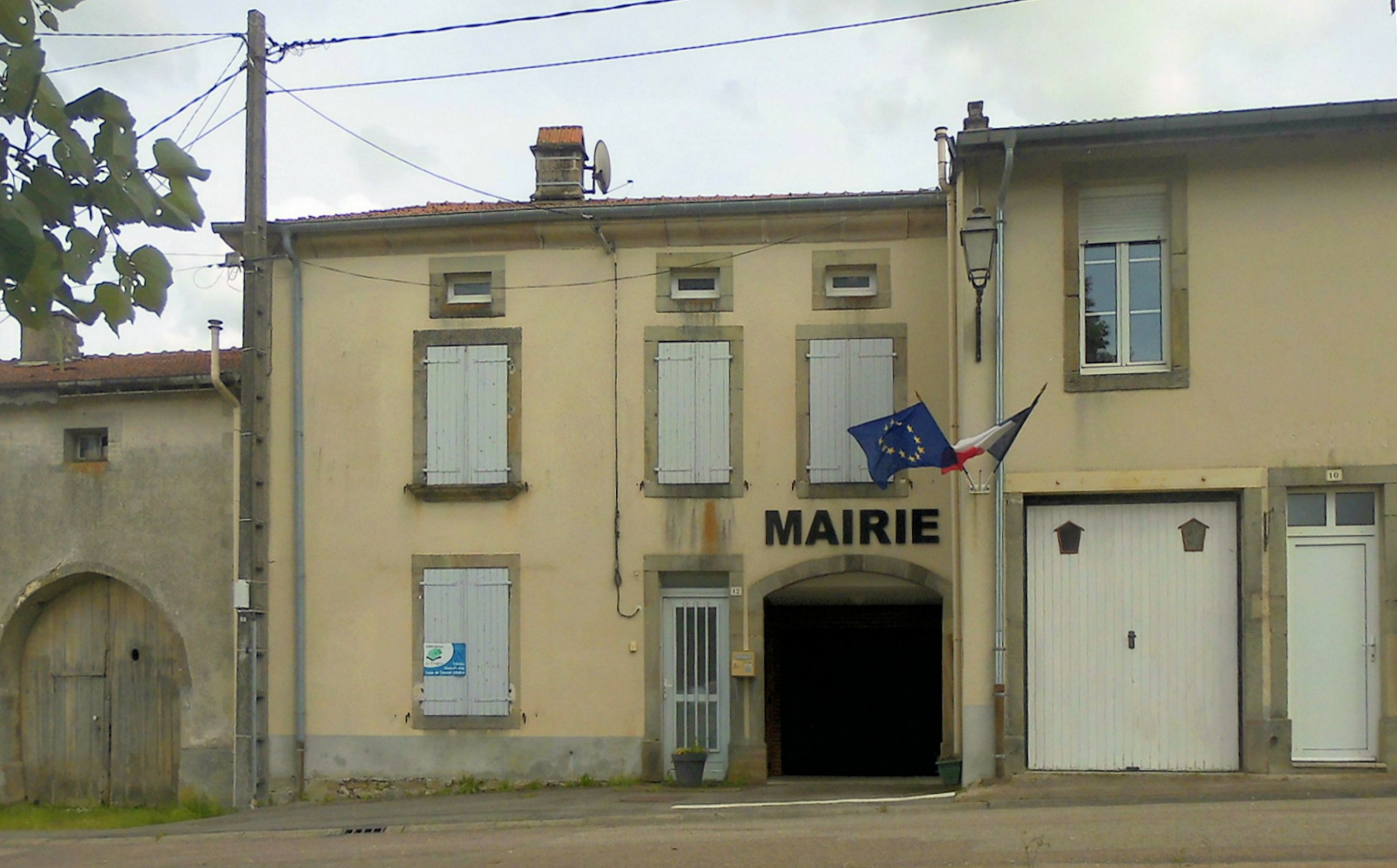
La mairie.

En 2022, le budget de la commune était constitué ainsi :
- total des produits de fonctionnement : 121 000 €, soit 976 € par habitant ;
- total des charges de fonctionnement : 157 000 €, soit 1 268 € par habitant ;
- total des ressources d'investissement : 31 000 €, soit 250 € par habitant ;
- total des emplois d'investissement : 47 000 €, soit 379 € par habitant ;
- endettement : 50 000 €, soit 404 € par habitant.

Avec les taux de fiscalité suivants :
- taxe d'habitation : 7,71 % ;
- taxe foncière sur les propriétés bâties : 28,93 % ;
- taxe foncière sur les propriétés non bâties : 5,73 % ;
- taxe additionnelle à la taxe foncière sur les propriétés non bâties : 0,00 % ;
- cotisation foncière des entreprises : 0,00 %.

Chiffres clés Revenus et pauvreté des ménages en 2021 : médiane en 2021 du revenu disponible, par unité de consommation .

## Population et société

### Démographie

#### Évolution démographique
L'évolution du nombre d'habitants est connue à travers les recensements de la population effectués dans la commune depuis 1793. Pour les communes de moins de 10 000 habitants, une enquête de recensement portant sur toute la population est réalisée tous les cinq ans, les populations de référence des années intermédiaires étant quant à elles estimées par interpolation ou extrapolation. Pour la commune, le premier recensement exhaustif entrant dans le cadre du nouveau dispositif a été réalisé en 2008.

En 2022, la commune comptait 122 habitants, en évolution de −2,4 % par rapport à 2016 (Vosges : −2,96 %, France hors Mayotte : +2,11 %).
| 1793 | 1800 | 1806 | 1821 | 1831 | 1836 | 1841 | 1846 | 1856 |
| ---- | ---- | ---- | ---- | ---- | ---- | ---- | ---- | ---- |
| 435  | 392  | 524  | 480  | 508  | 469  | 508  | 544  | 505  |

| 1861 | 1866 | 1876 | 1881 | 1886 | 1891 | 1896 | 1901 | 1906 |
| ---- | ---- | ---- | ---- | ---- | ---- | ---- | ---- | ---- |
| 501  | 499  | 469  | 454  | 530  | 413  | 402  | 368  | 344  |

| 1911 | 1921 | 1926 | 1931 | 1936 | 1946 | 1954 | 1962 | 1968 |
| ---- | ---- | ---- | ---- | ---- | ---- | ---- | ---- | ---- |
| 320  | 249  | 249  | 272  | 275  | 257  | 203  | 185  | 199  |

| 1975 | 1982 | 1990 | 1999 | 2006 | 2008 | 2013 | 2018 | 2022 |
| ---- | ---- | ---- | ---- | ---- | ---- | ---- | ---- | ---- |
| 182  | 171  | 167  | 167  | 148  | 144  | 130  | 124  | 122  |

### Enseignement
Établissements d'enseignements :
- Écoles maternelles et primaires à Passavant-la-Rochère et Monthureux-sur-Saône,
- Collèges à Monthureux-sur-Saône, Vauvillers, Lamarche, Martigny-les-Bains, Bourbonne-les-Bains.
- Lycées à La Vôge-les-Bains, Contrexéville.

### Santé
Professionnels et établissements de santé.
- Médecins à Passavant-la-Rochère, Monthureux-sur-Saône, Corre, Vauvillers, Darney.
- Pharmacies à  Passavant-la-Rochère, Monthureux-sur-Saône, Corre, Vauvillers, Darney, Hennezel.
- Hôpitaux à Lamarche, Saint-Rémy, Vittel, Ville-sur-Illon.

### Cultes
- Culte catholique, Paroisse Notre-Dame-de-la-Saône, Communauté de Paroisses de Darney, Diocèse de Saint-Dié[45].

## Pour approfondir